# Canal de Tauste

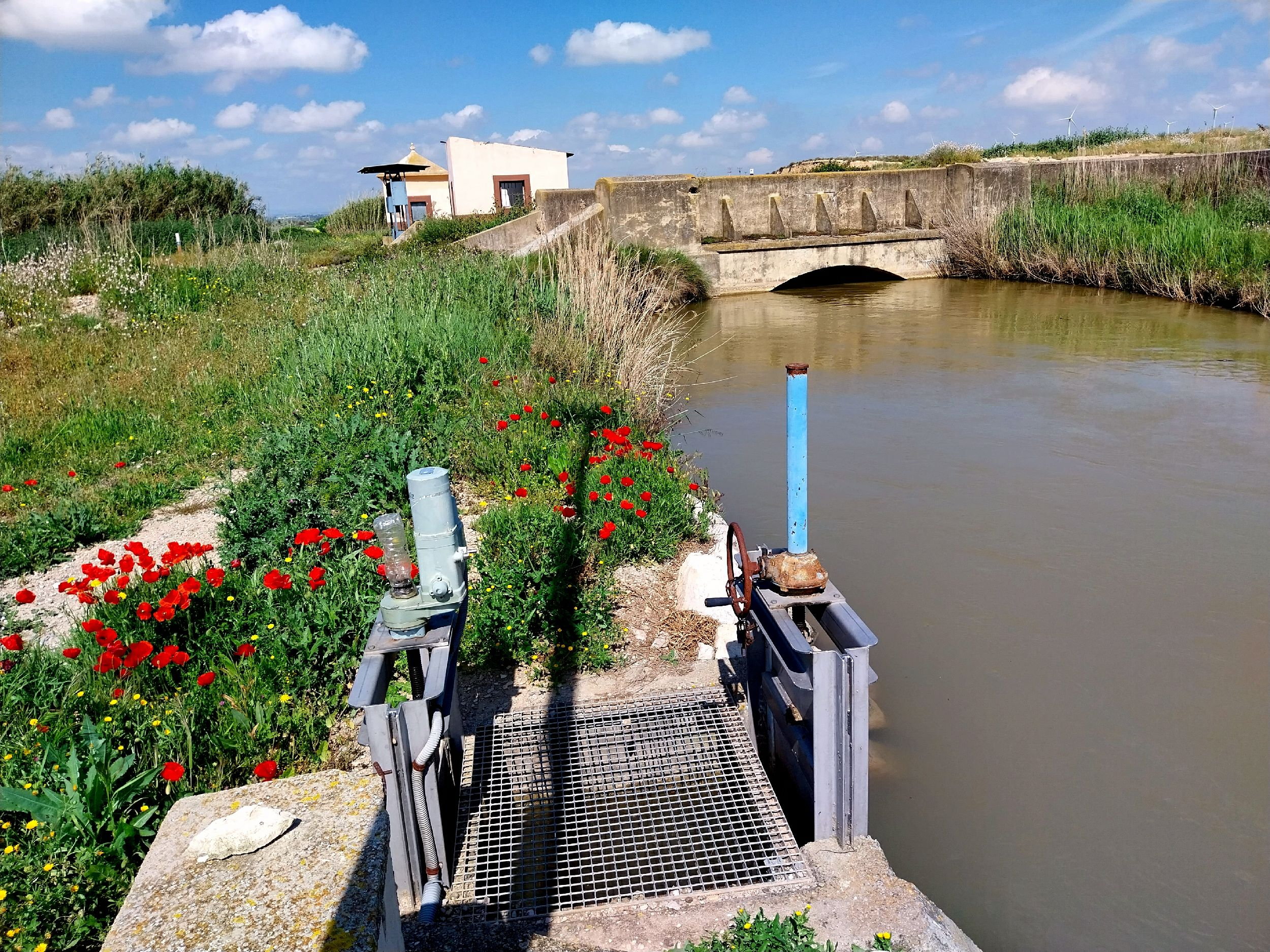
El Canal de Tauste en las inmediaciones de Cabanillas (Navarra)

Los antecedentes históricos del Canal de Tauste (actual canal de Cabanillas) se remontan al año 1252, cuando el rey de Navarra Teobaldo I otorga una concesión para sacar agua del río Ebro mediante la construcción de una presa y la excavación de una acequia a la Orden de San Juan de Jerusalén y a las villas navarras de Cabanillas y Fustiñana.
Este interés por el riego con aguas del Ebro es compartido por la villa de Tauste, situada ya en el Reino de Aragón. Este hecho, unido a la necesidad de derivar aguas del Ebro con suficiente cota para poder fertilizar sus campos, dará lugar, desde muy antiguo, a luchas y litigios por los términos y las aguas, diferencias que incluso llegaron a provocar muertes y destrozos en los pueblos de la comarca (año 1337).
En 1444 la villa de Tauste obtiene de don Carlos, príncipe de Viana, una concesión para tomar aguas del río Ebro mediante una acequia que atravesase las tierras navarras. Los intentos por ejecutar la obra resultaron hasta tal punto infructuosos que en 1498 la villa de Tauste, desistiendo de su idea inicial, solicita del rey Fernando II el Católico licencia para traer aguas del río Aragón.

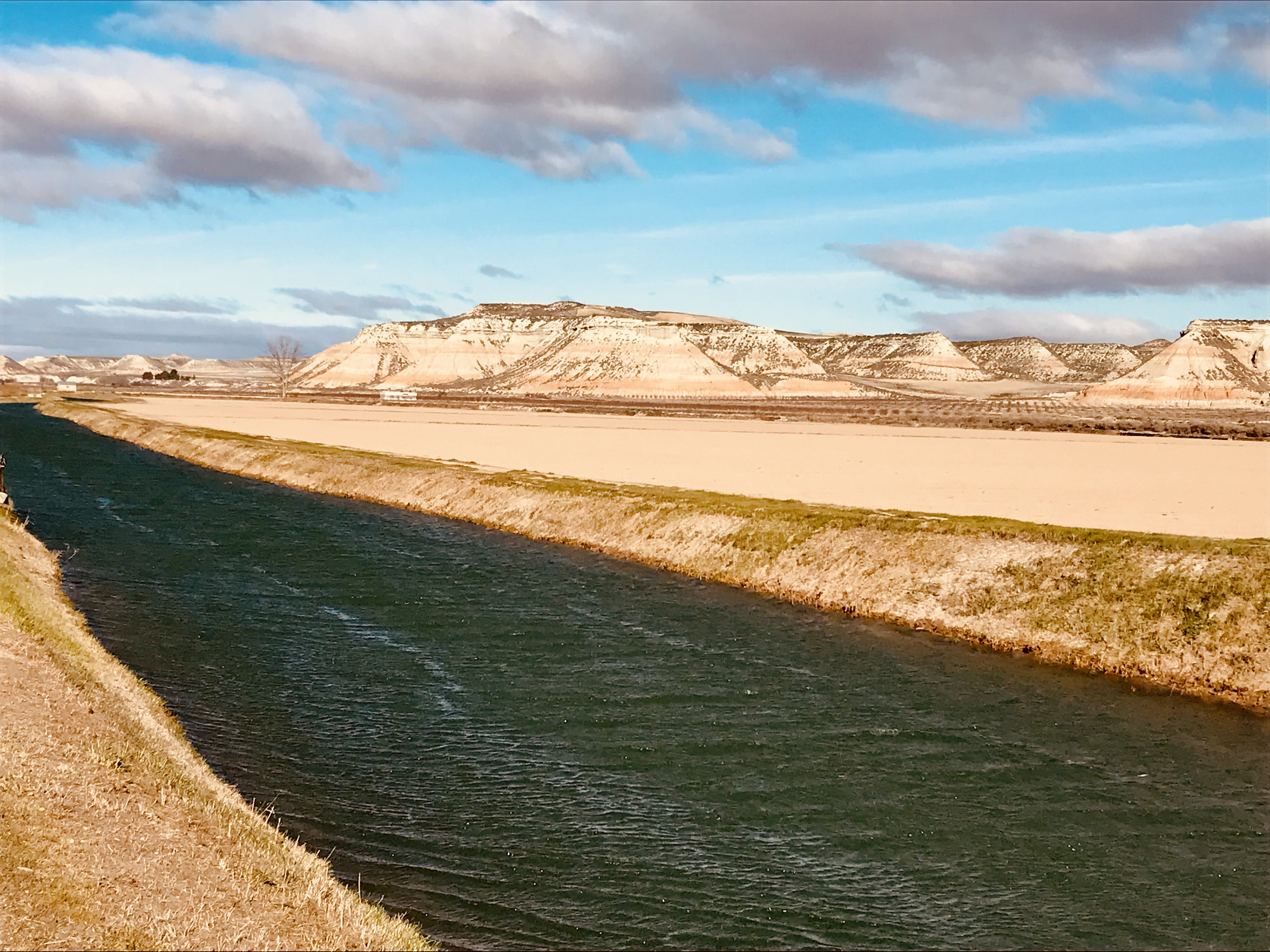
El Canal de Tauste en el término municipal de Fustiñana (Navarra)

A su vez, en 1499, las villas navarras de Cabanillas y Fustiñana solicitan y consiguen de los reyes de Navarra Juan III de Albret y Catalina de Foix la confirmación de su derecho, y en 1504 se inician las obras del que será uno de los primeros canales de Europa, por aquel entonces denominado Acequia del Ebro.
Por su parte la villa de Tauste no cejará en su empeño y en 1524 conseguirá del emperador Carlos I de España igual permiso que el que ya disfrutaban las dos villas navarras.
Por fin, en 1552 (han transcurrido 300 años) y abocadas a ello por motivos dispares, las villas de Cabanilllas, Fustiñana y Tauste concluyen en la conveniencia de la acción conjunta, suscribiendo la "Escritura de Concordia" por la que Tauste se comprometía a reforzar el azud, a ensanchar y mejorar el cauce existente, a la vez que lo alargaba. Este compromiso supondrá, a la zona aragonesa del canal, un esfuerzo que cabe calificar de titánico, al tener que ser financiada la transformación en regadío a través de préstamos colectivos ("a censo") sobre una base de renta del secano aragonés. Así pues, la segunda mitad del siglo XVI verá nacer a la acequia o canal de Cabanillas, denominada así desde un principio por el protagonismo que la mencionada villa tuvo en su ejecución.
Las dificultades y agobios económicos no terminarán aquí, pues si difícil fue la financiación de la construcción de la acequia, más difícil fue hacer frente a los gastos de mantenimiento y conservación.
La situación fue degradándose hasta tal punto que en 1775 el Ayuntamiento de Tauste solicita la intercesión de D. Ramón Pignatelli y Moncayo para que la acequia sea acogida al igual que el canal Imperial de Aragón bajo la Real Protección.
En 1780 la acequia quedó prácticamente inservible. Ante esta situación el rey Carlos III, comisiona a Pignatelli para que resuelva la situación y este, con la eficacia que le caracterizaba, lleva a cabo las reparaciones y mejoras necesarias, consiguiendo que la acequia riegue las cosechas de 1781.
A partir de este momento la acequia de Tauste quedó incorporada a la Corona, agregándola al canal Imperial y sujeta a la normativa de este. Don Ramón de Pignatelli se encargó de ampliar la capacidad de transporte de la acequia y de mejorar su trazado, así como de aumentar en una primera fase la zona regada, que pasó de 10 000 cahizadas (4770 ha) a 14 000 (6678 ha).
Regularizado el funcionamiento, y a petición de los regantes, Isabel II les devuelve la acequia en junio de 1848, y un año después es aprobado, por Real Orden, el Reglamento del Sindicato de Riegos de la Acequia de Tauste.
El canal de Tauste toma sus aguas del Ebro en el término municipal de Cabanillas (Navarra), aguas arriba de la toma del canal Imperial (a 4200 m). Discurre paralela al Ebro, por su margen izquierda, a lo largo de sus 44 km. Su capacidad en origen es de 12,5 m3/s.
La superficie por él regada es de 9000 ha, repartidas entre las comunidades autónomas de Navarra (30 %) y Aragón (70 %).